# ジェイムズ・キャンベル (郵政長官)

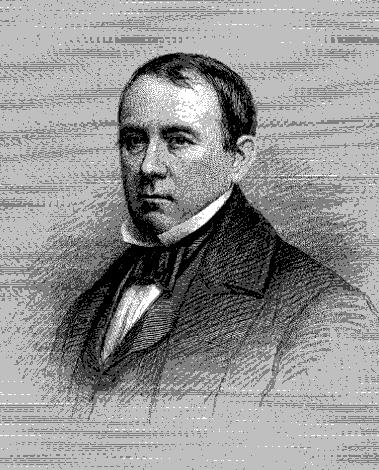
ジェイムズ・キャンベル

ジェイムズ・キャンベル（James Campbell, 1812年9月1日 - 1893年1月27日）は、アメリカ合衆国の政治家。1853年から1857年までフランクリン・ピアーズ大統領の下で第19代アメリカ合衆国郵政長官を務めた。

## 生い立ちと家族
1812年9月1日、キャンベルはペンシルベニア州フィラデルフィアにおいて、アンソニー・キャンベル (Anthony Campbell) とキャサリン・マクガーヴィー (Catharine MacGarvey) の息子として誕生した。キャンベルはゲラルドゥス・ストックデイルの私立学校で学び、ロバート・イングラムの下で法律を学んだ。キャンベルは1833年9月14日に弁護士として認可を受けた。
1845年、キャンベルはエミリー・チャプロン (Emilie Chapron) と結婚した。

## 初期の法律活動
キャンベルは1833年9月15日にサウスワーク地区の弁務官に任ぜられた。キャンベルは1840年4月16日まで弁務官を務めた。1840年4月16日、キャンベルは教育委員会の委員に任ぜられた。キャンベルはフィラデルフィアに女子高校を設立する決議を提起した。キャンベルは1840年中葉まで教育委員を務めた。
1840年中葉、キャンベルはペンシルベニア州知事デイヴィッド・ポーターにより、州の民事訴訟裁判所、孤児裁判所、および刑事巡回裁判所の判事に任ぜられた。キャンベルは1850年12月31日まで判事を務めた。州の裁判職は、1851年1月1日に選挙制に移行した。

## 初期の政治活動
1851年、キャンベルは民主党からアメリカ合衆国最高裁判所の判事に推薦された。だが当時はノーナッシングや反カトリックの感情が全盛の時代であり、キャンベルは敗北した。その一方で、キャンベルと同じく民主党から推薦された他の4人は選出された。1852年、ペンシルベニア州知事ウィリアム・ビグラーはキャンベルを州検事総長に任命した。キャンベルは州検事総長を1853年3月4日まで務めた。

## 郵政長官
1853年3月4日、フランクリン・ピアーズ大統領はキャンベルを郵政長官に指名した。キャンベルはピアーズ大統領の任期満了となる1857年3月4日まで郵政長官を務めた。キャンベルの大統領顧問団入りは、1852年の民主党大統領候補指名会議でジェームズ・ブキャナンを支持した派閥への報酬であった。さらにカトリック教徒のキャンベルを指名したことで、ピアーズはアイルランド系の支持を取り入れることにも成功した。

## ペンシルベニア州での政治
1861年、キャンベルはアメリカ合衆国上院議員に立候補したが、州議会の投票においてチャールズ・バッカルーに1票差で敗れた。キャンベルはその際、州上院議員に選出された。1873年、キャンベルは州憲法制定会議のメンバーに選出されたが、キャンベルは健康的理由により参加を辞退した。
キャンベルは25年間にわたって、ジェファーソン医科大学の評議会で理事長を務めた。キャンベルはまた45年間にわたって、聖ジョセフ孤児院の副理事長も務めた。
1869年9月3日、キャンベルはフィラデルフィア郡の判事に任ぜられた。キャンベルはまたフィラデルフィア市の評議会のメンバーも務め、ジラード大学やウィル眼科病院など42のフィラデルフィア市内の医療機関を監督した。

## 晩年
1893年1月27日、キャンベルはペンシルベニア州フィラデルフィアで死去した。
| 公職                                    | 公職                                               | 公職                                |
| --------------------------------------- | -------------------------------------------------- | ----------------------------------- |
| 先代 サミュエル・ディキンソン・ハバード | アメリカ合衆国郵政長官 1853年3月7日 - 1857年3月6日 | 次代 アーロン・ヴェナブル・ブラウン |